# Pístovice
Pístovice (deutsch Pistowitz) ist ein Ortsteil der Gemeinde Račice-Pístovice in Tschechien. Er liegt acht Kilometer westlich von Vyškov und gehört zum Okres Vyškov.

## Geographie

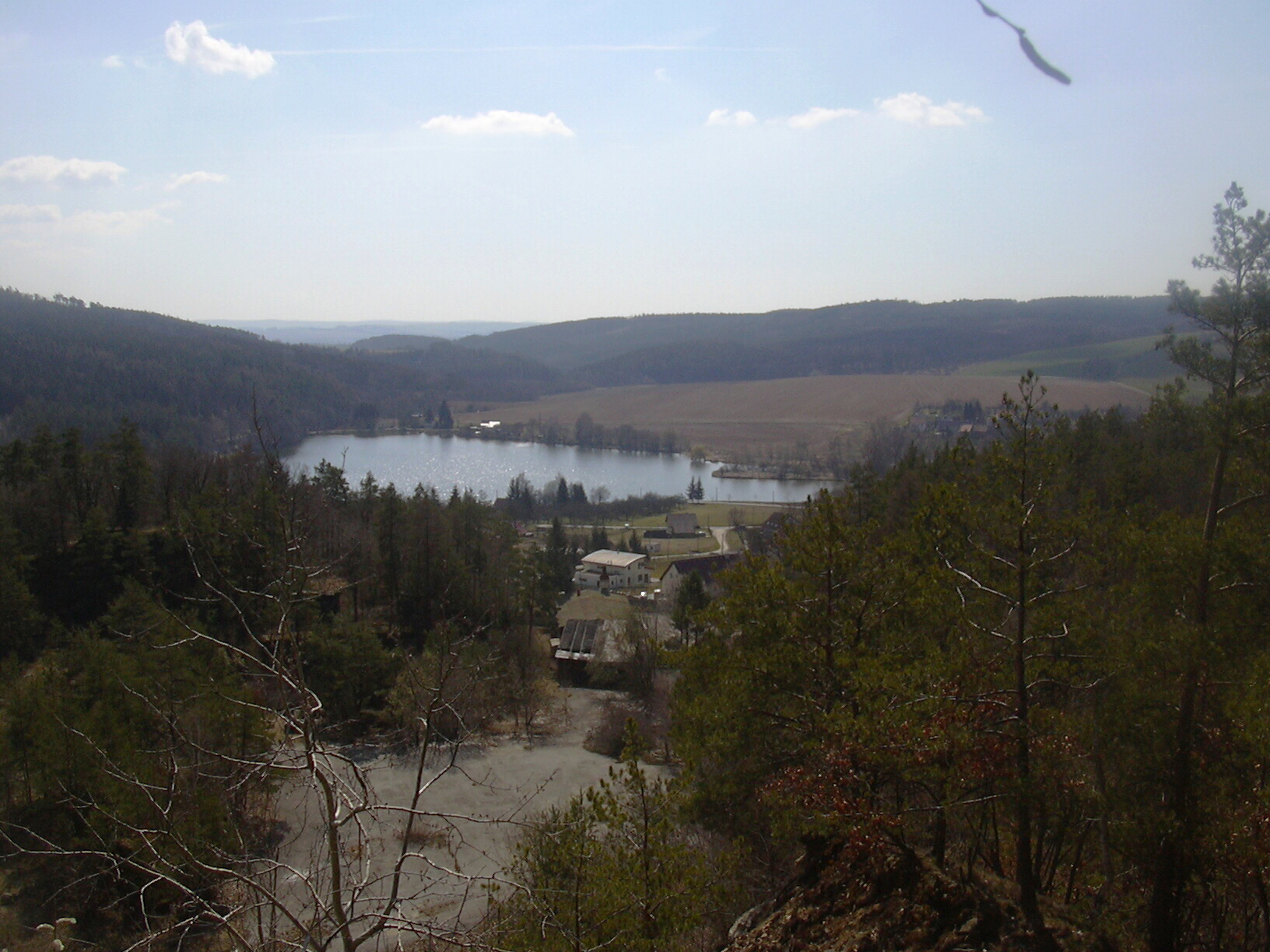
Pístovická riviéra

Pístovice befindet sich im Südosten des Drahaner Berglandes im Tal des Baches Rakovec. Nördlich erhebt sich die Podhora (453 m), im Nordosten der Rozepře (451 m), östlich der Chocholík (366 m), im Südosten der Nad Skalou (438 m) und die Liliová hora (Lilienberg, 393 m), südlich die Ostatečná hora (410 m). Am östlichen Ortsrand liegt der Teich Pístovický rybník. Gegen Nordosten liegt die mittelalterliche Wüstung Budonice.
Nachbarorte sind Ježkovice im Norden, Pařezovice und Opatovice im Nordosten, Drnovice im Osten, Luleč und Nemojany im Südosten, Hranáč, Blatice und Habrovany im Süden, Olšany und Hostěnice im Südwesten sowie Račice im Nordwesten.

## Geschichte
Die erste schriftliche Erwähnung des Ortes erfolgte am 13. Dezember 1375 in zwei Urkunden, in denen Albrecht von Sternberg die gerichtlich verfügte Übertragung der Burg Račice mit den Dörfern Račice, Drnovice, Pístovice, Sokolí, Ježkovice und Nosálovice an seinen Vetter Peter von Sternberg vollzog. Markwart von Sternberg verkaufte Račice mit allem Zubehör 1399 an Peter Krawarn von Plumlov. Die Krawarn von Plumlov starben 1466 mit Peters Sohn Jiří im Mannesstamme aus. Bei der Teilung des Besitzes unter Jiřís vier Töchtern, fielen die Račicer Güter Kunka, die mit Wenzel von Boskowitz verheiratet war, zu. Ihm folgte Ladislav von Boskowitz und 1510 dessen Sohn Christoph. Über Susanne Černohorská von Boskowitz ging der Besitz 1568 an Hans Haugwitz von Biskupitz über. 1596 verkauften die Haugwitz die Herrschaft an Bernart Petřvaldský von Petřvald. Nach der Schlacht am Weißen Berg wurden die Güter des Hans von Peterswald konfisziert und 1623 an Karl Willinger von Schönenperg verkauft. Weitere Besitzer waren ab 1623 Simon Kratzer von Schönsberg, ab 1630 Horacius Forno und sein Sohn Karl Franz sowie ab 1670 die Grafen Braida, die Račice mit einigen Unterbrechungen bis 1800 besaßen. Sie verkauften den Besitz an Johann Franz Heinisch von Haydenburg, von dem ihn 1802 Johann Huschka von Ratschitzburg erwarb. Huschka verpachtete die Herrschaft zu Beginn des 19. Jahrhunderts an den Unternehmer Wilhelm von Mundy und verkaufte sie 1830 an Antonín Hermann. Franz Holl gründete zu Beginn des 19. Jahrhunderts in Pistowitz eine Tuchfabrik, später kam noch eine Wollspinnerei hinzu. Bis zur Mitte des 19. Jahrhunderts blieb Pístovice immer nach Račice untertänig.
Nach der Aufhebung der Patrimonialherrschaften bildete Pistovice ab 1850 eine Gemeinde in der Bezirkshauptmannschaft Wischau. Im Jahre 1873 wurde eine Schule eingerichtet, zuvor erfolgte der Unterricht in Račice. Zum Ende des 19. Jahrhunderts bestanden in Pístovice zwei Werkstätten für Perlmuttknöpfe, drei Steinbrüche, eine Wassermühle und eine Brettsäge. 1910 wurde die Schule erweitert und der zweiklassige Unterricht aufgenommen. Während der Sudetenkrise verlegte Ludvík Krejčí am 26. September 1938 den Generalstab der Mobilisationsarmee Branná moc nach Račice und Umgebung. In Pístovice befand sich die Organisationsabteilung des Stabes. Im Jahre 1960 wurde Pistovice mit Račice zu einer Gemeinde Račice-Pístovice zusammengeschlossen. 1991 wurden in Pistovice 375 Einwohner gezählt. Beim Zensus von 2001 lebten in den 188 Häusern des Dorfes 385 Personen.
Gepfarrt ist Pístovice nach Račice.

## Sehenswürdigkeiten
- Glockenturm am Dorfplatz
- Kreuz am Dorfplatz
- Denkmal der Roten Armee am Gefallenenfriedhof
- Marienstatue
- Teich Pístovický rybník, das Erholungsgebiet wird volkstümlich als Pístovická riviéra bezeichnet